# Kapelle-op-den-Bos
Kapelle-op-den-Bos (franceză Chapelle-au-Bois) este o comună în provincia Brabantul Flamand, în Flandra, una dintre cele trei regiuni ale Belgiei. Comuna este formată din localitățile Kapelle-op-den-Bos, Nieuwenrode și Ramsdonk. Suprafața totală este de 15,25 km². Comuna Kapelle-op-den-Bos este situată în zona flamandă vorbitoare de limba neerlandeză a Belgiei. La 1 ianuarie 2008 comuna avea o populație totală de 8.969 locuitori. 